# San Sebastián Salitrillo
San Sebastián Salitrillo é um município de El Salvador, localizado no departamento de Santa Ana. Pertencente ao Distrito de Chalchuapa, está situado a 78 km de San Salvador, a capital nacional. Sua área é de 42.23 km², enquanto sua população é de 31 313 habitantes.
Limita-se ao norte com o município de El Porvenir, ao sul com Santa Ana e Chalchuapa, ao oeste com Santa Ana e ao leste com Chalchuapa. Sua elevação é de 775 metros acima do nível do mar. San Sebastián Salitrillo está dividido em cinco cantões. 

## Transporte
O município de San Sebastián Salitrillo é servido pela seguinte rodovia:
- RN-13, que liga o município de Ahuachapán (Departamento de Ahuachapán) à cidade de Santa Ana
- SAN-07, que liga a cidade ao município de El Porvenir
- SAN-07, que liga a cidade de Santa Ana ao município
- CA-12, que liga o distrito de Metapán (Departamento de Santa Ana) (e a Fronteira El Salvador-Guatemala, na cidade de Concepción Las Minas) à cidade de Acajutla (Departamento de Sonsonate) [1]